# Druhá vláda Augustina Vološina

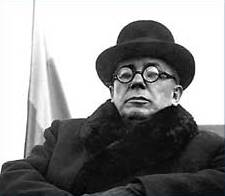
Předseda vlády Augustin Vološin

Druhá vláda Augustina Vološina byla v pořadí třetí nezávislá vláda Podkarpatské Rusi v rámci druhé československé republiky. Tato vláda existovala v období 1. prosince 1938 – 6. března 1939, jejím předsedou byl Augustin Vološin.

## Složení autonomní vlády
| Portfej        | Ministr          | Strana | Strana        | Nástup do úřadu  | Odchod z úřadu |
| -------------- | ---------------- | ------ | ------------- | ---------------- | -------------- |
| Předseda vlády | Augustin Vološin |        | KLS           | 1. prosince 1938 | 6. března 1939 |
| Ministr        | Lev Prchala      |        | nestr. za SNJ | 16. ledna 1939   | 6. března 1939 |
| Ministr        | Julian Révay     |        | ČSDSD         | 1. prosince 1938 | 6. března 1939 |